# Elio Grassi
Elio Grassi (Perugia, 17 gennaio 1932 – 8 novembre 2020) è stato un allenatore di calcio e calciatore italiano.

## Carriera

### Giocatore
Nel 1946 all'età di 16 anni è entrato negli Allievi del Perugia, continuando poi a giocare a livello dilettantistico fino al 1958.

### Allenatore
Dopo aver allenato a livello giovanile nel Grifo Perugia, nell'anno della fusione di questa società con il Perugia è passato ad allenare nel settore giovanile di quest'ultima società, per poi guidare negli anni seguenti il Foligno in Serie D (decimo posto in classifica nella Serie D 1966-1967) e gli Allievi della Nestor Marsciano, con cui nel 1970 vince un titolo regionale e guida la squadra ad un terzo posto a livello nazionale. L'anno seguente guida l'Angelana in Serie D, per poi passare alla guida della squadra Primavera del Perugia; nella stagione 1972-1973 allena per complessive 21 partite (con un bilancio di 6 vittorie, 8 pareggi e 7 sconfitte) la prima squadra del Perugia in Serie B, evitando la retrocessione in Serie C grazie alla vittoria esterna per 1-0 contro il Catanzaro del 10 giugno 1973. In seguito dopo una stagione come vice al Perugia (sempre in Serie B) ha allenato per alcuni anni nel settore giovanile della società biancorossa e nei settori giovanili di altre società dilettantistiche umbre, oltre che per una stagione (la 1977-1978) nella prima squadra della Nestor Marsciano, con cui ha conquistato un secondo posto in Prima Categoria.